# Desolate Divine
Desolate Divine è il quinto album in studio del gruppo musicale statunitense The Color Morale, pubblicato il 19 agosto 2016 dalla Fearless Records.

## Tracce
1. Lonesome Soul – 3:55
2. Clip Paper Wings – 3:24
3. Walls – 3:42
4. Trail of Blood – 3:52
5. Version of Me – 4:02
6. Home Bittersweet Home – 3:47
7. Misery Hates Company – 3:43
8. Perfect Strangers – 3:21
9. Broken Vessel – 3:34
10. Fauxtographic Memory – 4:16
11. Keep Me in My Body – 4:04

## Formazione
The Color Morale
- Garret Rapp – voce
- Devin King – chitarra solista
- Aaron Saunders – chitarra ritmica, programmazione, voce secondaria
- Mike Honson – basso, cori
- Steve Carey – batteria, percussioni

Altri musicisti
- Dan Korneff – programmazione
- Scott Stevens – sintetizzatore, loop

Produzione
- Dan Korneff – produzione, missaggio
- Aaron Saunders – pre-produzione
- Nick Sferlazza – ingegneria del suono, editing digitale
- Jarryd Nelson – editing digitale
- Chris Baseford – missaggio
- Brad Blackwood – mastering
- Florian Mihr – direzione artistica, design
- Karl Pfeiffer – fotografia

## Classifiche
| Classifica (2016)         | Posizione massima |
| ------------------------- | ----------------- |
| Stati Uniti               | 155               |
| Stati Uniti (alternative) | 13                |
| Stati Uniti (hard rock)   | 6                 |
| Stati Uniti (rock)        | 17                |